# Horst Knechtel
Horst Knechtel (* 5. April 1943 in Posen; † 7. Dezember 2022) war ein deutscher Kommunalpolitiker (SPD), Bürgermeister und Schulleiter.

## Ausbildung und Beruf
Knechtel besuchte die Hauptschule, absolvierte danach eine Lehre als Kfz-Mechaniker und erlangte später die Mittlere Reife. Danach folgte eine fast zehnjährige Aus- und Fortbildung mit zwei vergleichbaren Fachhochschulstudien im Bereich der öffentlichen Verwaltung mit dem Abschluss Diplom-Verwaltungswirt. Er absolvierte ein zusätzliches Studium an der Verwaltungs- und Wirtschaftsakademie in Mainz.
Knechtel war elf Jahre lang beim Regierungspräsidium Darmstadt in verschiedenen Dezernaten tätig. Er war 20 Jahre lang Landesschulleiter und -geschäftsführer aller sieben hessischen Verwaltungsseminare. In den Jahren 2003 bis 2019 war er wieder in dieser Position tätig.
Knechtel war mehr als drei Jahrzehnte lang Stadtverordneter, also Mitglied im Stadtparlament von Darmstadt und bekleidete den Vorsitz im Hauptausschuss, im Finanzausschuss, im Stellenplanausschuss und im Rechtsausschuss. In den Jahren 1991 bis 1993 war er SPD-Fraktionsvorsitzender und von 1994 bis 1996 Stadtverordnetenvorsteher (Parlamentspräsident).
Von 1997 bis 2003 war Knechtel Bürgermeister und Grünflächen- und Ordnungsdezernent von Darmstadt.
Knechtel initiierte unter anderem den Bau des Herrngarten-Cafés, die Sanierung des Familienbades im Woog, die Sanierung des Rosariums im Park Rosenhöhe, die Anlage des Lesegartens in der Orangerie und die Sanierung der Rudolf-Mueller-Anlage.
In den Jahren 1976 bis 2012 war er Vorsitzender des SPD-Ortsvereins Gervinus in Darmstadt. Jahrzehntelang war er Delegierter zu verschiedenen Parteitagen der SPD. 1980 initiierte er das „Woogs-Fest“. Im Jahr 1981 organisierte er einen alternativen Grenzgang. Seit dem Jahr 1982 ist diese Veranstaltung öffentlich.
Horst Knechtel wurde am 14. Dezember 2022 auf dem Alten Friedhof (Grabstelle: 2 Mauer 122) in Darmstadt bestattet.

## Varia
Knechtel war über viele Jahre Mitherausgeber der bundesweit vertriebenen Deutsche Verwaltungspraxis (DVP)-Fachzeitschrift für die öffentliche Verwaltung des Maximilian-Verlages.

## Privates
Knechtel war verheiratet mit der SPD-Stadtverordneten Ursula Knechtel und wohnte bis zu seinem Tod am 7. Dezember 2022 in Darmstadt-Bessungen.

## Auszeichnungen
- Willy-Brandt-Medaille (2013)[6]